# FC Barcelona C
FC Barcelona C (Futbol Club Barcelona C) är ett fotbollslag som tillhör den spanska storklubben FC Barcelona. Klubben grundades 1967 under namnet Barcelona amatörklubb och 1993 fick den det nuvarande namnet. FC Barcelona C spelar i den fjärde divisionen i Spanien. FC Barcelona C har haft storspelare som Leo Messi, Víctor Valdés, Sergio Busquets och Pepe Reina.